# Commissie-Ortoli
De Commissie-Ortoli was een commissie van de Europese Unie (toentertijd Europese Economische Gemeenschap). De commissie functioneerde van januari 1973 tot januari 1977. François-Xavier Ortoli kreeg het voorzitterschap van de commissie. De commissie was de eerste commissie waarin ook de lidstaten Verenigd Koninkrijk, Ierland en Denemarken vertegenwoordigd waren.
| Eurocommissaris                  | Eurocommissaris          | Eurocommissaris                       | Portefeuille     | Termijn                            | Nationale partij | Europese politieke Partij | Land                     |
| -------------------------------- | ------------------------ | ------------------------------------- | ---------------- | ---------------------------------- | ---------------- | ------------------------- | ------------------------ |
|                                  | Francois Xavier Ortoli   | François-Xavier Ortoli (1925–2007)    | Voorzitter       | 6 januari 1973 – 5 januari 1977    | UDR              | EVP                       | Frankrijk                |
|                                  | Wilhelm Haferkamp        | Wilhelm Haferkamp (1923–1995)         | Vicevoorzitter   | 6 januari 1973 – 5 januari 1977    | SPD              | PES                       | Bondsrepubliek Duitsland |
| Financiën                        | Wilhelm Haferkamp        | Wilhelm Haferkamp (1923–1995)         |                  | 6 januari 1973 – 5 januari 1977    | SPD              | PES                       | Bondsrepubliek Duitsland |
| Economische Zaken                | Wilhelm Haferkamp        | Wilhelm Haferkamp (1923–1995)         |                  | 6 januari 1973 – 5 januari 1977    | SPD              | PES                       | Bondsrepubliek Duitsland |
| Kredietverlening                 | Wilhelm Haferkamp        | Wilhelm Haferkamp (1923–1995)         |                  | 6 januari 1973 – 5 januari 1977    | SPD              | PES                       | Bondsrepubliek Duitsland |
| Investeringen                    | Wilhelm Haferkamp        | Wilhelm Haferkamp (1923–1995)         |                  | 6 januari 1973 – 5 januari 1977    | SPD              | PES                       | Bondsrepubliek Duitsland |
|                                  | Christopher Soames       | Sir Christopher Soames (1920–1987)    | Vicevoorzitter   | 6 januari 1973 – 5 januari 1977    | Con              | EVP                       | Verenigd Koninkrijk      |
| Externe Betrekkingen             | Christopher Soames       | Sir Christopher Soames (1920–1987)    |                  | 6 januari 1973 – 5 januari 1977    | Con              | EVP                       | Verenigd Koninkrijk      |
| Handel                           | Christopher Soames       | Sir Christopher Soames (1920–1987)    |                  | 6 januari 1973 – 5 januari 1977    | Con              | EVP                       | Verenigd Koninkrijk      |
|                                  | Patrick Hillery          | Patrick Hillery (1923–2008)           | Vicevoorzitter   | 6 januari 1973 – 5 januari 1977    | FG               | EVP                       | Ierland                  |
| Sociale Zaken                    | Patrick Hillery          | Patrick Hillery (1923–2008)           |                  | 6 januari 1973 – 5 januari 1977    | FG               | EVP                       | Ierland                  |
|                                  | Ralf Dahrendorf          | Ralf Dahrendorf (1929–2009)           | Onderwijs        | 6 januari 1973 – 25 september 1974 | FDP              | ALDE                      | Bondsrepubliek Duitsland |
| Onderzoek en Wetenschap          | Ralf Dahrendorf          | Ralf Dahrendorf (1929–2009)           |                  | 6 januari 1973 – 25 september 1974 | FDP              | ALDE                      | Bondsrepubliek Duitsland |
| Eurostat                         | Ralf Dahrendorf          | Ralf Dahrendorf (1929–2009)           |                  | 6 januari 1973 – 25 september 1974 | FDP              | ALDE                      | Bondsrepubliek Duitsland |
|                                  | Guido Brunner            | Guido Brunner (1930–2007)             | Onderwijs        | 25 september 1974 – 5 januari 1977 | FDP              | ALDE                      | Bondsrepubliek Duitsland |
| Onderzoek en Wetenschap          | Guido Brunner            | Guido Brunner (1930–2007)             |                  | 25 september 1974 – 5 januari 1977 | FDP              | ALDE                      | Bondsrepubliek Duitsland |
| Eurostat                         | Guido Brunner            | Guido Brunner (1930–2007)             |                  | 25 september 1974 – 5 januari 1977 | FDP              | ALDE                      | Bondsrepubliek Duitsland |
|                                  | Finn Olav Gundelach      | Finn Olav Gundelach (1925–1981)       | Interne Markt    | 6 januari 1973 – 5 januari 1977    | O                | O                         | Denemarken               |
| Douane-unie                      | Finn Olav Gundelach      | Finn Olav Gundelach (1925–1981)       |                  | 6 januari 1973 – 5 januari 1977    | O                | O                         | Denemarken               |
|                                  | Jean-François Deniau     | Jean-François Deniau (1928–2007)      | Begroting        | 6 januari 1973 – 12 april 1973     | RI               | ALDE                      | Frankrijk                |
| Financieel Toezicht              | Jean-François Deniau     | Jean-François Deniau (1928–2007)      |                  | 6 januari 1973 – 12 april 1973     | RI               | ALDE                      | Frankrijk                |
| Ontwikkelingssamenwerking        | Jean-François Deniau     | Jean-François Deniau (1928–2007)      |                  | 6 januari 1973 – 12 april 1973     | RI               | ALDE                      | Frankrijk                |
|                                  | Claude Cheysson          | Claude Cheysson (1920–2012)           | Begroting        | 19 april 1973 – 5 januari 1977     | PS               | PES                       | Frankrijk                |
| Financieel Toezicht              | Claude Cheysson          | Claude Cheysson (1920–2012)           |                  | 19 april 1973 – 5 januari 1977     | PS               | PES                       | Frankrijk                |
| Ontwikkelingssamenwerking        | Claude Cheysson          | Claude Cheysson (1920–2012)           |                  | 19 april 1973 – 5 januari 1977     | PS               | PES                       | Frankrijk                |
|                                  |                          | Henri Simonet (1931–1996)             | Fiscale Zaken    | 6 januari 1973 – 5 januari 1977    | SP               | PES                       | België                   |
| Financiële Diensten              |                          | Henri Simonet (1931–1996)             |                  | 6 januari 1973 – 5 januari 1977    | SP               | PES                       | België                   |
| Energie                          |                          | Henri Simonet (1931–1996)             |                  | 6 januari 1973 – 5 januari 1977    | SP               | PES                       | België                   |
| Euratom                          |                          | Henri Simonet (1931–1996)             |                  | 6 januari 1973 – 5 januari 1977    | SP               | PES                       | België                   |
|                                  |                          | Albert Borschette (1920–1976)         | Mededinging      | 6 januari 1973 – 14 juli 1976      | O                | O                         | Luxemburg                |
| Administratieve Zaken            |                          | Albert Borschette (1920–1976)         |                  | 6 januari 1973 – 14 juli 1976      | O                | O                         | Luxemburg                |
|                                  |                          | Raymond Vouel (1923–1987)             | Mededinging      | 19 juli 1976 – 5 januari 1977      | LSAP             | PES                       | Luxemburg                |
| Administratieve Zaken            |                          | Raymond Vouel (1923–1987)             |                  | 19 juli 1976 – 5 januari 1977      | LSAP             | PES                       | Luxemburg                |
|                                  | Carlo Scarascia-Mugnozza | Carlo Scarascia- Mugnozza (1920–2004) | Vervoer          | 6 januari 1973 – 5 januari 1977    | DC               | EVP                       | Italië                   |
| Consumentenbescherming           | Carlo Scarascia-Mugnozza | Carlo Scarascia- Mugnozza (1920–2004) |                  | 6 januari 1973 – 5 januari 1977    | DC               | EVP                       | Italië                   |
| Milieuzaken                      | Carlo Scarascia-Mugnozza | Carlo Scarascia- Mugnozza (1920–2004) |                  | 6 januari 1973 – 5 januari 1977    | DC               | EVP                       | Italië                   |
| Interinstitutionele Betrekkingen | Carlo Scarascia-Mugnozza | Carlo Scarascia- Mugnozza (1920–2004) |                  | 6 januari 1973 – 5 januari 1977    | DC               | EVP                       | Italië                   |
|                                  | Altiero Spinelli         | Altiero Spinelli (1907–1986)          | Industrie        | 6 januari 1973 – 6 juli 1976       | O                | O                         | Italië                   |
| Technologie                      | Altiero Spinelli         | Altiero Spinelli (1907–1986)          |                  | 6 januari 1973 – 6 juli 1976       | O                | O                         | Italië                   |
|                                  | Cesidio Guazzaroni       | Cesidio Guazzaroni (1911–2004)        | Industrie        | 13 juli 1976 – 5 januari 1977      | PLI              | ALDE                      | Italië                   |
| Technologie                      | Cesidio Guazzaroni       | Cesidio Guazzaroni (1911–2004)        |                  | 13 juli 1976 – 5 januari 1977      | PLI              | ALDE                      | Italië                   |
|                                  | Pierre Lardinois         | Pierre Lardinois (1924–1987)          | Landbouw         | 6 januari 1973 – 5 januari 1977    | KVP              | EVP                       | Nederland                |
|                                  |                          | George Thomson (1921–2008)            | Regionaal Beleid | 6 januari 1973 – 5 januari 1977    | Labour           | PES                       | Verenigd Koninkrijk      |